# 고사훈
고사훈(張載模, 1871년 11월 29일~1909년 2월 13일)은 대한제국의 의병이다.

## 생애
1871년 11월 29일에 조선 전라남도 제주도에서 고영길(高永吉)의 차남으로 태어난 그는 일제에 의해 을사늑약 체결되자, 최익현(崔益鉉)과 신돌석(申乭石)의 의병 활동을 보고  김석윤(金錫允), 노상옥(盧尙玉), 기우만(奇宇萬), 기삼연(奇參衍) 등과 함께 의병운동을 준비했다.
김석윤을 의병대장으로 하고 자신은 참모 및 모병책을 맡아 의병활동에서 여러 전과를 올렸으며, 1909년 2월 25일에는 제주 광양동에서 김재돌(金在乭), 노상옥(盧尙玉), 조병생(趙丙生), 김만석(金萬石) 등 9인과 의병을 일으키고 창의 격문을 제주 전지역에 배포했다. 그러나, 일경에게 체포되어 포승을 끊고 탈출하던 중 피살되었다.
대한민국 정부는 그의 공훈을 기려 1990년에 건국훈장 애국장을 추서했다.